# Médecine prédictive

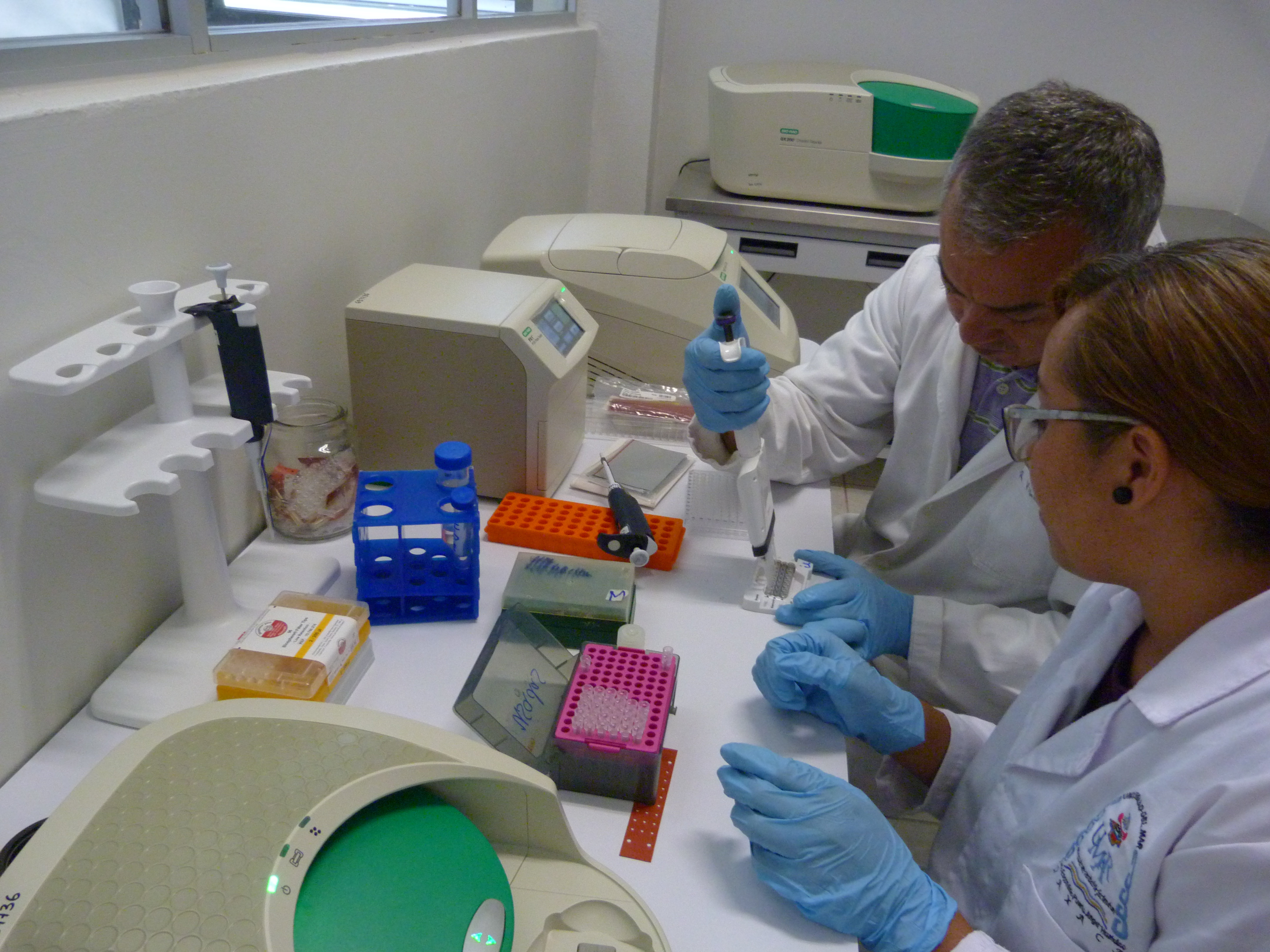
Test génétique

La médecine prédictive repose sur l'idée de tester génétiquement les individus à risque de développer ou de contracter une maladie spécifique. Cette approche est née de l'observation selon laquelle de nombreuses maladies sont associées à des allèles génétiques du complexe majeur d'histocompatibilité (HLA). La médecine prédictive permet de détecter les individus susceptibles de développer une maladie donnée, tout en identifiant ceux qui ne présentent pas cette susceptibilité ou qui possèdent des gènes protecteurs. Contrairement à la médecine préventive de masse, la médecine prédictive est personnalisée et cible les individus vulnérables, ouvrant ainsi la voie à la prévention avant le traitement curatif.
La médecine prédictive repose sur des probabilités : elle évalue la susceptibilité aux maladies mais ne peut pas prédire avec certitude à 100 % qu'une maladie spécifique se produira.

## Maladies concernées
Pour les champs d’application des tests génétiques Les tests génétiques présymptomatique et de prédisposition peuvent être utilisés pour estimer des risques individuels ou des risques pour la descendance, mais ça présente des risques génétiques pour l’individu. On peut rassembler les tests génétiques présymptomatiques et les tests génétiques de prédisposition sous le titre de « tests génétiques prédictifs » que le risque prédit soit plus ou moins élevé, tous ces tests mettent en évidence l’existence d’une anomalie génétique avant d’éventuelles manifestations cliniques. Ces tests peuvent être effectués juste après la naissance et au cours de la vie adulte.
Et pour la descendance Des tests génétiques sont réalisés dans le cadre du diagnostic prénatal et préimplantatoire. Parfois, la naissance d’un premier enfant malade révèle le statut « à risque » du couple pour une grossesse ultérieure. Des tests génétiques peuvent être proposés à ces couples: ils visent à prévenir la naissance d’enfants atteints d’affection d’une particulière gravité et incurable au moment du diagnostic. Une proposition d’interruption thérapeutique de grossesse peut éventuellement suivre le résultat du test génétique. Les maladies concernées sont :
- Les maladies monogéniques qui sont liées à des modifications d’un seul gène porté par un chromosome non sexuel (autosome) ou sexuel(Gonosome). Pour ces maladies, on peut affirmer que l’identification de la mutation du gène est nécessaire et suffisante pour prédire l’apparition de la maladie avec une très forte probabilité.
- Les maladies dues à des anomalies chromosomiques[7] : ces maladies peuvent être liées à un surnombre de chromosomes, comme dans le cas de la trisomie 21. Elles peuvent aussi être corrélées à la présence ou à l’absence d’un fragment chromosomique sur l’un des chromosomes. Pour la trisomie 21, il convient de noter que des formes plus ou moins sévères.
- Les maladies multifactorielles : ces maladies résultent de la rencontre d’un ensemble de facteurs génétiques et environnementaux[8]. À l’inverse des maladies monogéniques, pour les maladies multifactorielles le rôle de l’environnement dans le déclenchement du processus pathologique n’est plus considéré comme mineur. De plus, ces maladies peuvent être liées à des mutations de plusieurs gènes. On distingue alors deux types de maladies. Des maladies multifactorielles se transmettent dans certaines familles de la même manière que les maladies autosomiques dominantes à pénétrance incomplète.

## Limites
En fait, comme le souligne Jacques Ruffié dans son livre, le déterminisme génétique n'est pas simple au point de permettre la prédiction certaine d'une affection du patient. Hormis quelques maladies particulières, monogéniques et peu influencées par l'environnement (chorée de Huntington) la plupart des troubles sont déterminés par un ensemble mal connu de gènes et fortement influencés par l'environnement et les conditions de vie (maladie polyfactorielle).
Cette prédiction probabiliste qui regroupe des marqueurs génétiques de prédisposition et des marqueurs pathogéniques de la maladie est entachée d'incertitude liée à l'imperfection des marqueurs. En dehors d'un contexte familial à risque, elle peut tout au plus dire qu'un variant d'ADN augmente la probabilité de développer telle ou telle maladie mais avec un facteur multiplicatif très faible. De plus, cette probabilité porte sur la population générale et ne détermine pas celle d'un individu.
Enfin, tout être humain est porteur en moyenne d'une centaine de maladies génétiques mais il ne les exprime pratiquement jamais car il est protégé par le chromosome sain apporté par un de ses parents : la plupart du temps, ce dernier a deux allèles sains de la maladie autosomique récessive (les maladies génétiques dites de transmission autosomique dominante sont plus rares, de l'ordre de 200 contre 900 pour les récessives) qui ne s'exprime qu'avec les deux allèles malades apportés par les deux parents.

## L'encadrement éthique
Dans la Déclaration internationale sur les données génétiques humaines il est stipulé que « Le consentement préalable, libre, éclairé et exprès, sans tentative de persuasion par un gain pécuniaire ou autre avantage personnel, devrait être obtenu aux fins de la collecte de données génétiques humaines, de données protéomiques humaines ou d'échantillons biologiques, qu'elle soit effectuée par des méthodes invasives ou non, ainsi qu'aux fins de leur traitement, de leur utilisation et de leur conservation ultérieurs, qu'ils soient réalisés par des institutions publiques ou privées. »

## L'intelligence artificielle
Avec l'évolution rapide des technologies de l'information et de la communication (TIC), une quantité massive de données est désormais collectée à une échelle sans précédent. La nature variée et la taille considérable de ces données ont conduit à l'exploration de nouvelles méthodes d'analyse, intégrant les techniques avancées de Data Science et de Deep Learning machines. Ces méthodes pourraient jouer un rôle crucial dans la prédiction des maladies. Grâce aux avancées en intelligence artificielle (IA), aux modèles sophistiqués de Deep Learning, et en utilisant des sources de données variées telles que les dossiers médicaux électroniques (DME), les essais cliniques, ainsi que les données générées par les recherches dans le domaine de la santé, les utilisateurs, soit l'équipe medicale ou bien des patients peuvent obtenirs une information prédictive sur les pathologies.